# José María de Iparraguirre
José María de Iparraguirre y Balerdi (Villarreal de Urrechua, Guipúzcoa; 12 de agosto de 1820-Ezquioga-Ichaso; 6 de abril de 1881) fue un conocido poeta y músico popular. Tuvo una vida bohemia y aventurera que le sirvió para que le apelaran el bardo vasco, imagen que apoyaba con una inseparable guitarra y la improvisación de cantos y versos. Fue un gran versolari. Su obra, escrita mayoritariamente en euskera (aunque también escribió en español, francés, inglés e italiano), recoge algunas de las canciones más significativas y populares de la actualidad en el País Vasco y Navarra. Destaca Guernicaco arbola (un himno al árbol de Guernica), que es su canción más conocida. 
Vivió en pleno romanticismo, del que es un claro hijo y ejemplo, durante un período muy convulso de la historia de España, con el estallido de las guerras carlistas y la abolición de los fueros y privilegios del antiguo régimen.

## Biografía
Nació en 1820 en la calle mayor del casco antiguo de Villarreal de Urrechua. Sus padres eran José Agustín Iparraguirre Aramburu y Manuela Francisca Balerdi Escorta. Su padre era el dueño de una pastelería. Estudió primeramente en Ceráin bajo la tutela de un tío suyo que era maestro. A los 11 años fue enviado a estudiar a Vitoria, pero regresó pronto al hogar paterno. En 1833, a los trece años, sus padres se mudaron a Madrid. Esto coincidió casi con el estallido de la primera guerra carlista. Iparraguirre se escapó de su casa –“sin más opinión que el amor a mis paisanos”– con la intención de volver a casa de su tío en Ceráin. Sin embargo, se alistó voluntario en las filas carlistas, en el primer batallón de Guipúzcoa. Contaba por entonces solo 14 años.
Estuvo alistado hasta 1839. Fue herido en una pierna en la batalla de Arrigorriaga (1835) y Castrejana, cuando tenía tan solo 15 años, ambos en Vizcaya, y luego en la batalla de Mendigorría, en Navarra (16 de julio de 1835), estando a punto de caer prisionero días antes. Encuadrado en el escuadrón de alabarderos de la Guardia Real del pretendiente Carlos, configurado por jóvenes escogidos de las cuatro provincias, siguió ahí hasta acabar la guerra. Rechazó el convenio de Vergara y se exilió a Francia.

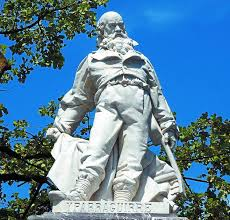
Estatua de Iparraguirre en la plaza que lleva su nombre, en Villarreal de Urrechua.

En los momentos que le quedaban libres durante la guerra, pulsó la guitarra, acompañándose en canciones cuya letra y música creaba. Su pasado carlista y su afición por la música le ganaron la protección de algunos mecenas franceses, y con su ayuda estudió canción bajo la cantante Caroline Duprez. En 1848, ante el estallido de la Revolución de Febrero, se sumó a los revolucionarios franceses que derrocaron la monarquía de Luis Felipe de Orleans, cantando La Marsellesa frente a la muchedumbre. Cuando Napoleón III dio el golpe de Estado, Iparraguirre fue expulsado de Francia por subversivo y recorrió media Europa con una compañía teatral para ganarse la vida. Viajó como cantante itinerante por Italia, Suiza y Alemania, hasta radicar en Londres en 1851.
Durante su estancia en Londres, Iparraguirre tocó para el general Mazarredo, quien le propuso la posibilidad de conseguirle un indulto para poder volver a España. En 1853 le fue concedido el indulto y volvió a Bilbao, de donde se dirigió a Madrid. Fue en el Café de San Luis de Madrid donde en 1853 interpretó en público, con Juan Maria Blas Altuna acompañándolo al piano, la canción Guernikako Arbola, un zortziko que se hizo popular y se extendió por todo el País Vasco.
En Bilbao, el propio Iparraguirre lo cantó en dos establecimientos de la Plaza Nueva, La Pastelería y el Café de la Iberia, y fue cantado por todos, a veces multitudinariamente con la presencia del propio Iparragirre. Esto pareció subversivo a las autoridades, que consideraban a Iparraguirre un "agitador de masas". Por ello, en 1855 fue detenido por la Guardia Civil en Tolosa. Mientras estaba apresado en los calabozos del juzgado de Tolosa, compuso otra de sus canciones más populares, Nere amac balequi, un zortziko donde evocaba a su madre. Iparraguirre fue desterrado de las Provincias Vascongadas por las autoridades, y pasó los siguientes dos años en el resto de España.
Después de dos años de destierro, regresó a Guipúzcoa en 1856 donde conoció a la joven Angela Querejeta, con la que entablaría una relación sentimental. Temeroso de las autoridades y con pocas posibilidades de medrar, en 1858 se fugó a Francia, desde donde zarpó desde Bayona para Argentina el 29 de agosto de 1858 en la compañía de Angela. Se casaron en Buenos Aires en 1859, cuando Iparraguirre contaba con 36 años de edad y ella 17 años. Tuvieron ocho hijos, dos varones y seis mujeres (Iparraguirre había tenido otro hijo de soltero): Benigno, Francisca, Ángela, Lucía, Juan, Felisa y Dominga.
Residieron en Argentina y Uruguay durante 19 años hasta que en 1877, gracias a la ayuda económica de algunos amigos y conocidos y a la organización de un concierto en su honor, pudo regresar a España. Habiendo dejado a su familia en Argentina, Iparraguirre se sostuvo financieramente dando recitales públicos ambulantes por todo el País Vasco. Falleció en 1881, cuando tras una copiosa comida, al regresar al caserío de Ichaso, donde residía le pilló una lluvia torrencial que le provocó una pulmonía. Fue enterrado en Villarreal de Urrechua, donde aún hoy se conserva su tumba.

## Su obra

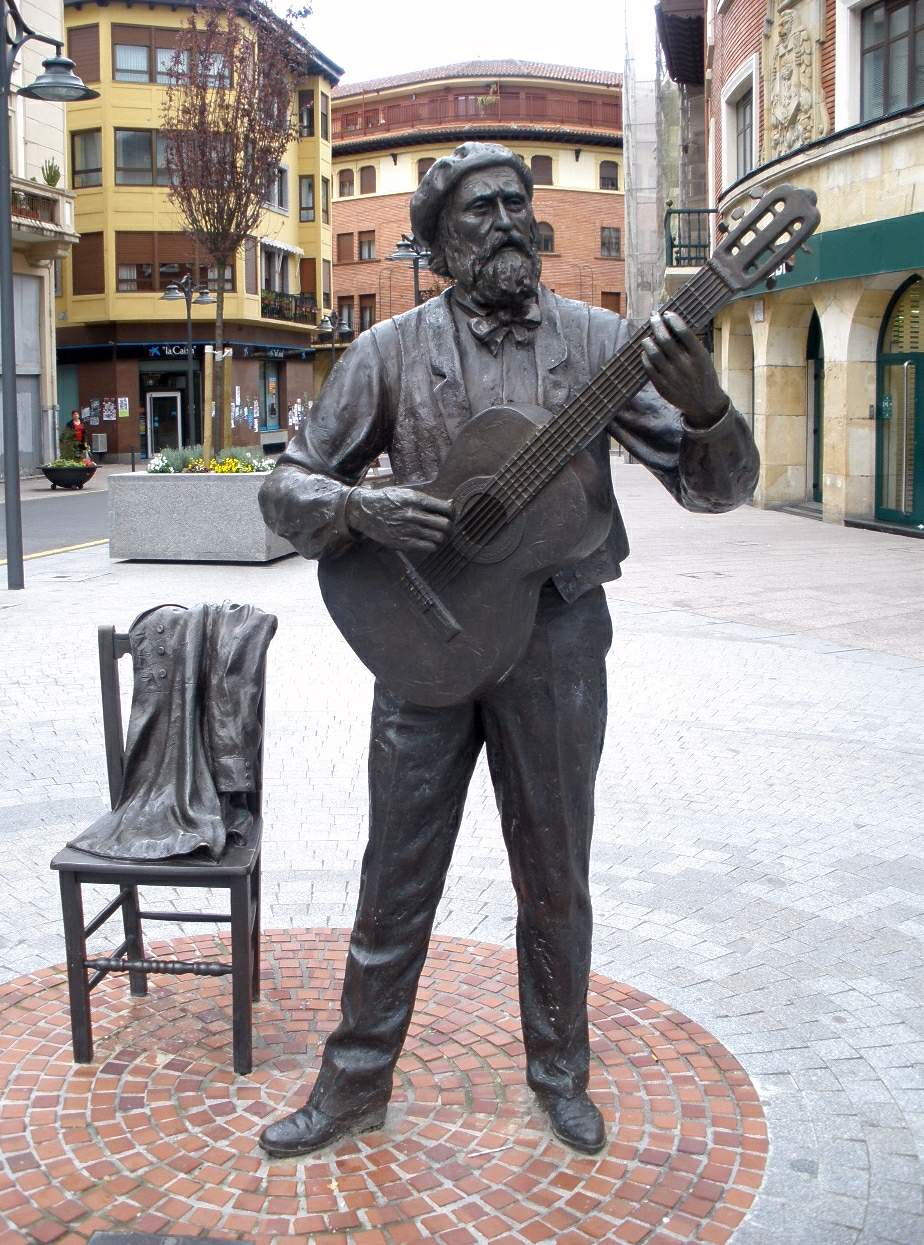
Monumento a Iparraguirre en Guernica y Luno.

La más popular de sus composiciones es Guernicaco arbola, que fue estrenada en el café de San Luis de Madrid de la calle de la Montera en 1853 y fue una improvisación en la que le acompañó al piano el maestro Juan María Blas de Altuna. Se dice que, rodeado de un grupo de paisanos suyos, improvisó el himno y no anotó nunca la música.
|  | Gernikako Arbola (fragmento con ortografía actual del euskera) Gernikako arbola da bedeinkatua Euskaldunen artean guztiz maitatua. Eman ta zabal zazu munduan frutua adoratzen zaitugu arbola santua Mila urte inguru da esaten dutela Jainkoak jarri zuela Gernikako arbola. Zaude bada zutikan orain da denbora eroritzen bazera arras galdu gera |

Otras creaciones relevantes son:
- Ume eder bat (Una niña hermosa).
- Adiyo Euskalerriari (Adiós a Euskalerria).
- Nere Etorrera lur maitera (Mi regreso a la tierra querida).
- Cantari Euscalduna (Cantante vasco).
- Nere Izarra (Mi estrella).
- Glu Glu Glu (Glu glu glu).
- Ara nun diran (Mira donde están).